# قبار بورمي
قبار بورمي (الاسم العلمي:Capparis burmanica) هو نوع من النباتات يتبع جنس القبار من الفصيلة القبارية.